# Wilfrid Cédilot
Wilfrid Cédilot, né le 8 décembre 1862 à Saint-Philippe et mort le 7 septembre 1940 à Montréal, est un cultivateur et homme politique québécois.

## Biographie
De 1916 à 1923, il est député de La Prairie à l'Assemblée législative du Québec.